# Bolesław (powiat Dąbrowski)
Bolesław is een dorp in het Poolse woiwodschap Klein-Polen, in het district Dąbrowski. De plaats maakt deel uit van de gemeente Bolesław.